# Циньян
Цинья́н (кит. упр. 沁阳, пиньинь Qìnyáng, буквально: «с янской (южной) стороны от реки Циньшуй») — городской уезд провинции Хэнань (КНР). Он подчиняется напрямую властям провинции Хэнань, которая делегирует управление им властям городского округа Цзяоцзо (焦作市代管).

## История
При империи Хань в этих местах был создан уезд Еван (野王县). Впоследствии из него были выделены уезды Удэ (武德县) и Босянь (波县), а при империи Цзинь он был расформирован, но затем создан вновь. При империи Суй в 596 году он был переименован в Хэнэй (河内县). При империи Тан из него были выделены уезды Тайхан (太行县), Чжунъи (忠义县) и Цзылин (紫陵县), но потом они были вновь присоединены к уезду Хэнэй. При империи Сун из уезда Хэнэй был выделен уезд Удэ (武德县), но вскоре он был вновь присоединён к уезду Хэнэй.
При империи Тан здесь разместились власти области Хуайчжоу (怀州). При чжурчжэньской империи Цзинь область была переименована в Наньхуай (南怀州). При империях Мин и Цин в уезде Хэнэй размещались власти Хуайцинской управы (怀庆府). В августе-сентябре 1853 г. город Хуайцинфу подвергся двухмесячной осаде тайпинских войск, рассчитывавших захватить в городе большое количество оружия и боеприпасов, подготовленных местными ремесленниками для правительственных войск, однако крепость устояла и тайпины были вынуждены снять осаду и двинуться дальше, на провинцию Шаньси. После Синьхайской революции в Китае была проведена реформа структуры административного деления, и в 1913 году Хуайцинская управа была упразднена, а уезд Хэнэй был переименован в Циньян (沁阳县).
После победы в гражданской войне коммунистами была в августе 1949 года создана провинция Пинъюань, и уезд вошёл в состав созданного одновременно Специального района Синьсян (新乡专区) провинции Пинъюань. 30 ноября 1952 года провинция Пинъюань была расформирована, и Специальный район Синьсян перешёл в состав провинции Хэнань. В 1960 году уезд Вэньсянь был присоединён к уезду Циньян, но в 1961 году был воссоздан. В 1967 году Специальный район Синьсян был переименован в округ Синьсян (新乡地区).
В 1986 году уезд Циньян вошёл в состав городского округа Цзяоцзо.
В 1989 году решением Госсовета КНР уезд Циньян был преобразован в городской уезд.

## Административное деление
Городской уезд делится на 4 уличных комитета, 6 посёлков и 3 волости.